# Toc, toc
Chi è o Toc, Toc (Knock), tradotto anche coi titoli Qualcuno bussò alla porta... e Chi è, è un racconto breve di fantascienza scritto da Fredric Brown, pubblicato per la prima volta nel dicembre 1948 nella rivista Wonder Stories, che inizia con la descrizione di una  "C'è una soave, piccola storia dell'orrore che è lunga soltanto due frasi". Prosegue quindi elaborando quelle due frasi e costruendoci intorno una trama più complessa.
Stephen King avrebbe citato un racconto simile in un'intervista giornalistica, per cui questa storia viene occasionalmente attribuita a lui.
Sono stati realizzati tre differenti adattamenti per la radio (Dimension X, X Minus One e Seeing Ear Theatre).

## Trama
Le prime due frasi del racconto possono essere definite come un flash fiction, ossia una storia molto breve. Con pochissime parole lo scrittore riesce infatti a raggiungere il punto più alto, o climax, della narrazione.
(Fedric Brown, incipit di Knock, traduzione di Giampaolo Cossato e Sandro Sandrelli)
Il resto della storia racconta della conquista del pianeta Terra da parte degli alieni zan, che hanno ucciso tutta la vita sulla terra a parte una coppia per specie per il loro zoo esotico della fauna che hanno sterminato con delle onde che chiamano 'vibrazioni'. Al contrario la flora non ha risentito per queste ultime ed è rimasta intatta. Walter Phelan è l'ultimo uomo sulla terra, ma Grace Evans, l'ultima donna, non è molto impressionata da lui e mantiene le distanze.
Gli zan sono immortali, se non vengono uccisi possono vivere indefinitamente, uno degli zan rivela di avere 7000 anni terrestri e considerarsi giovane, quindi rimangono turbati quando un serpente a sonagli, un'anatra e poi una donnola, facenti parte del loro zoo muoiono di morte naturale senza venire uccisi. Si rivolgono a Walter per un consiglio e questi gli dice che le creature terrestri muoiono a differenza degli zan in poco tempo poiché qui è presente la feroce mietitrice, la morte. Fattisi mostrare gli animali e resosi conto che uno degli animali deceduti è un serpente a sonagli, suggerisce agli zan di coccolare regolarmente l'ultimo esemplare rimasto di serpente se volevano vivesse ancora un po', perché altrimenti sarebbe morto in fretta per mancanza di affetto, e gli mostra come fare con l'esemplare superstite di anatra domestica. Il serpente velenoso, però mordendoli iniettava il veleno, sconosciuto agli zan, che dopo essere stati curati per la lieve ferita superficiale del morso, morivano per gli effetti venefici, facendo quindi credere che sul pianeta terra anche loro fossero soggetti alla morte naturale. Decidono quindi di scappare dal pianeta Terra per sempre dopo aver lasciato liberi Walter e Grace, mentre gli altri animali sarebbero stati liberati dagli uomini in un secondo momento.
Walter discute quindi il futuro della Terra e della specie umana con Grace, decidendo di liberare gli erbivori, ma che sarebbe stato difficile consentire ai carnivori di uscire perché la loro unica fonte di alimenti erano i pochi superstiti erbivori stessi, ed infine della possibilità di rigenerare anche l'umanità. Grace che già aveva manifestato la sua aperta contrarietà è scioccata dalla proposta e se ne va... e  il racconto termina come era iniziato «L'ultimo uomo sulla Terra sedeva da solo in una stanza. Qualcuno bussò alla porta.» Grace dopo poco era tornata.